# Groupe Amaury
Pour les articles homonymes, voir Amaury.
Le Groupe Amaury (EPA : Éditions Philippe Amaury) est un groupe familial français indépendant du secteur de la presse et des médias, qui s'est recentré vers le seul domaine sportif en 2015. Il est détenu à 100 % par la famille Amaury. Il a réalisé un chiffre d'affaires de 680 millions d'euros en 2014. Il compte environ 900 salariés depuis la cession du journal d'informations généralistes Le Parisien et de ses filiales en novembre 2015. Il est propriétaire et organisateur d’événements sportifs uniques avec A.S.O. Présent dans 25 pays, il organise 260 jours de compétitions par an, dans 5 univers sportifs avec 80 évènements comme le Tour de France, le Rallye Dakar, le Schneider Electric Marathon de Paris, le Lacoste Ladies Open de France. Il est actionnaire majoritaire du leader des activités de loisirs et de sport pour les entreprises et les particuliers.

## Histoire
Le groupe trouve ses origines à la veille de la libération de Paris, le 22 août 1944, lorsque Le Parisien libéré est créé à l'initiative d'Émilien Amaury (1909-1977). Résistant, il avait notamment œuvré pour le développement de la presse clandestine sous l'occupation. Il diversifiera les activités du groupe dans le domaine du sport et des médias.
À son décès, c'est son fils Philippe Amaury (1940-2006) qui prend la direction des quotidiens d'information et de sport, alors que Francine, sa fille, dirigera la presse magazine (Marie France, Point de Vue, Images du monde). 
Philippe Amaury développera le groupe dans le domaine des médias avec entre autres les lancements du quotidien national Aujourd'hui en France en 1994, de L’Équipe TV en 1998 et de L’Équipe.fr en 2000. Il lancera également un pôle d'évènements sportifs autour de la société Amaury Sport Organisation (ASO) avec le rachat du Paris-Dakar en 1992 et la reprise de l'organisation du Marathon de Paris en 1998.
À la fin des années 1990, le Groupe Amaury crée la société Promogedis qui deviendra ensuite SDVP (société de distribution et de vente du Parisien) pour y gérer la distribution et la commercialisation du quotidien.
Après le décès de Philippe Amaury en mai 2006, le groupe est dirigé par sa veuve, Marie-Odile Amaury qui nomme Philippe Carli en 2010 aux fonctions de directeur général à la suite de Martin Desprez.
Après l'apparition des quotidiens gratuits, le groupe Amaury étudie le lancement d'un quotidien sportif en format tabloïd à 50 centimes d'€. En novembre 2008, le groupe crée Aujourd'hui Sport, un deuxième quotidien sportif, au moment où Michel Moulin lance le 10 Sport. Aujourd'hui Sport sera arrêté le 30 mai 2009. En décembre 2008 Le 10 Sport porte plainte devant l'Autorité de la concurrence et par la suite le groupe a été condamné à une amende de 3,5 millions d'euros par l'Autorité de la concurrence pour avoir évincé illégalement son rival "Le 10 Sport"
En 2010, avec l'émergence du numérique, le groupe Amaury expérimente une diversification de ses activités dans les paris sportifs avec Bwin. 
Pour accélérer le développement du Parisien - Aujourd'hui en France sur le numérique, le groupe envisage de s'adosser à un partenaire stratégique en novembre 2010. Il fera finalement le choix de rester indépendant et de mettre en œuvre de nouvelles stratégies. Le quotidien d'Eure-et-Loir L'Écho républicain sera cédé au groupe Centre-France. 
Le Groupe détient le Ballon d'or. Depuis sa création en 1956 par France Football, le Ballon d'or est la récompense la plus prestigieuse pour un joueur de football professionnel. Après un partenariat de 6 ans avec la FIFA, le Ballon d'or revient à sa forme originelle en 2016. Un jury d'experts, constitué de journalistes du monde entier vote pour désigner le meilleur joueur mondial de l'année.  
En avril 2013, Lagardère SCA cède sa participation de 25 % qu'il détenait dans l'entreprise depuis 1983.
ASO crée The Mud Day  en 2013, un parcours du combattant dans une ambiance conviviale. L'évènement rencontre un véritable succès. Il a enregistré 80.000 participants en 2015 pour 10 courses.
En mai 2015, le groupe Amaury annonce son intention de céder le journal d'informations généraliste Le Parisien avec sa régie publicitaire, sa société de vente et de distribution de la presse au groupe LVMH, détenu par Bernard Arnault également propriétaire du quotidien Les Échos, et de se développer en France et à l'international dans le domaine du sport autour de ses filiales L'Équipe et Amaury Sport Organisation (ASO). La vente est finalisée en octobre 2015.

## Structure du groupe
Le Groupe se structure autour de 3 pôles d'activités indépendants et complémentaires : 
- Le Pôle médias et presses : Le groupe L'Équipe et sa régie publicitaire : Amaury Media.
- Le Pôle évènements sportifs : Amaury Sport Organisation (ASO) un leader mondial en organisation d'évènements sportifs (Tour de France, Paris-Roubaix, Paris-Nice, Liège-Bastogne-Liège, le Rallye Dakar, le Championnat du monde de rallye-raid, le Marathon de Paris, l'Open de France et le Roc d'Azur) ;
- Le Pôle services : Amaury Lab, l'incubateur du Groupe ; Pressesports, l'agence de photographie.

## Pôle médias
Le groupe L'Équipe est un éditeur plurimédias. Il détient la marque leader de l'information sportive L'Équipe, qui se décline dans sa version papier, en version numérique avec lequipe.fr et à la télévision avec La chaîne L'Équipe. Plus de 29 millions de français sont en contact avec la marque chaque mois.
Il édite également France Football et Vélo Magazine, ainsi que de nombreux suppléments et magazines dédiés aux passionnés de sport.

## Pôle évènements sportifs
Amaury Sport Organisation est l'un des principaux organisateurs d'évènements sportifs internationaux. ASO est spécialisé dans l'ensemble des métiers liés à l'organisation, la médiatisation et la commercialisation de compétitions sportives. Présent dans 5 univers sportifs, l'entreprise organise 70 évènements par an avec le Tour de France, Paris-Roubaix, Paris-Nice, le Tour de l'Avenir, Paris-Tours, le Rallye Dakar, le Championnat du monde de rallye-raid, le Marathon de Paris, l'Open de France de golf et le Tour de France à la voile.

## Pôle services
En 2014, le groupe lance Amaury Lab, le premier incubateur d'entreprises développé par un groupe de presse en France. Pressesports est l'agence de photos spécialisée dans la photo de sport. Elle est rattachée au Groupe Amaury Média.